# Sphallotrichus spadiceus
Sphallotrichus spadiceus là một loài bọ cánh cứng trong họ Cerambycidae.